# August Leopold Crelle
August Leopold Crelle (Eichwerder, 17 marzo 1780 – Berlino, 6 ottobre 1855) è stato un ingegnere e matematico tedesco.
Suo padre era un piccolo costruttore edile e aveva pochi mezzi per assicurare al figlio una buona istruzione, per cui Crelle fu in gran parte un autodidatta. Studiò ingegneria civile e lavorò in questo settore per conto del governo prussiano. Si occupò soprattutto della progettazione e costruzione di strade, e una delle prime ferrovie tedesche, la linea Berlino-Potsdam (completata nel 1838) fu realizzata su suo progetto. 
Crelle aveva una grande passione per la matematica e se ne avesse avuto la possibilità si sarebbe laureato in tale materia. Tuttavia egli amava studiare da solo e impiegò gran parte del tempo libero studiando matematica. All'età di 36 anni presentò la tesi "De calculi variabilium in geometria et arte mechanica" all'Università di Heidelberg e gli venne concessa la laurea. 
Nel 1826 fondò il Journal für die reine und angewandte Mathematik, noto comunemente come Crelles Journal,  una delle prime riviste scientifiche tedesche interamente dedicate alla matematica, e la più antica tuttora esistente. Nel primo volume presentò numerose teorie di Abel, che era anche un suo grande amico. Crelle rimase direttore della rivista per i primi 52 volumi, fino a quando nel 1856 la direzione passò a Carl Borchardt, che la mantenne fino al 1880.